# Akinkunmi Amoo
Akinkunmi Ayobami Amoo (født 7. juni 2002) er en nigeriansk fodboldspiller, der spiller som kant. Han har tidligere spillet for  den danske superligaklub F.C. København.

## Opvækst og tidlig karriere
Amoo er født i Ibadan i Nigeria og har spillet fodbold på Brightville Academy. Som teenager flyttede han til Lagos for at spille for Sidos FC.

## Klubkarriere

### Hammarby IF
Den 8. juni 2020, kort efter at være fyldt 18 år, flyttede Amoo til den svenske klub Hammarby IF på en fireårig kontrakt. Der foreligger rapporter om, at større klubber som AS Monaco og A.C. Milan også havde vist interesse. Amoo fik debut i Allsvenskan den 14. september 2020 i en kamp mod Helsingborgs IF. Efter Alexander Kačaniklić forlod Hammerby i 2021, blev Amoo en fast starter for Hammarby.
Den 30. maj 2021 vandt Amoo med Hammarby den svenske pokalturnering med en finalesejr over BK Häcken. Han spillede i alle seks kampe, som Hammarby spillede i 2021-22 udgaven af UEFA Europa Conference League, hvor de blev slået i i den afgørende runde inden gruppespillet mod Basel. Som følge af sin indsats for Hammarby har Amoo tiltrukket sig interesse fra større europæiske klubber som Ajax, Leicester City F.C. og Valencia CF. Han var blandt de tre finalister til udpegningen af Allsvenskans bedste unge spiller, en hæder der dog gik til Veljko Birmančević fra Malmö FF.

### F.C. København
Den 31. januar 2022 blev det offentliggjort, at Amoko havde indgået kontrakt med F.C. København til udgangen af 2026.
Akinkunmi Amoo opnåede imidlertid begrænset spilletid i F.C. København, og den 13. september 2023 blev det offentliggjort, at han skiftede med øjeblikkelig virkning til Omonia Nicosia på en treårig aftale.

### Omonia Nicosia
Den 2. marts 2024 ophævede Amoo sin kontrakt med Omonia af personlige årsager.
Shanghai Jiading Huilong
I foråret 2025 spillede Amoo for Shanghai Jiading Huilong. Han spillede dog kun en enkelt halvleg.

## Landsholdskarriere
Amoo indledte sin landsholdskarriere for Nigeria ved 2019 udgaven af Africa U-17 Cup of Nations, hvor han i sin debut scorede i 5–4 sejren over Tanzania, der sikrede holdet puljesejr. Senere på året var Ammo med på det hold, der nåede ottenedelsfinalerne ved U-17 World Cup.
I begyndelsen af 2022 blev Amoo udtaget til A-landsholdet af træner Augustine Eguavoen til deltagelse af Africa Cup of Nations som udskiftning for Odion Ighalo, der havde måtte trække sig fra holdet, men udtagelsen blev ikke godkendt af Confederation of African Football.

## Dom
Amoo blev i juni 2023 dømt i Københavns Byret for overgreb, voldtægt ved andet seksuelt forhold end samleje samt forsøg på fuldbyrdet voldtægt og idømt ét års fængsel. Østre Landsret afviste 20. juni 2024 hans anke over dommen og ophævede det tidligere navneforbud.